# 阿拉伯聯盟
阿拉伯聯盟（阿拉伯語：الاتحاد العربي；波斯語：اتحادیه عرب；土耳其語：Arap Birliği；英語：Arab Union），是一個阿拉伯世界的政治構想聯盟，旨在透過相互合併與聯盟的方式統一阿拉伯。受阿拉伯民族主義者推崇。阿拉伯世界的許多人此後仍呼籲建立一個泛阿拉伯民族主義國家。

## 歷史
阿拉伯聯盟一詞最早在一戰時期提出。當時大英帝國支持與煽動阿拉伯人獨立脫離鄂圖曼帝國，遊說阿拉伯人獨立建立統一的阿拉伯民族國家，藉此瓦解鄂圖曼帝國。然而，戰爭結束後，阿拉伯地區的獨立卻不被英法美等國承認，英法兩國甚至將獨立的國家接管列入託管國。雖然獨立與統一沒能實現，但此後阿拉伯世界的許多人開始以起義與革命等方式謀求獨立。直到二戰結束，英法受戰爭影響，無力管轄殖民地，中東與北非開始相繼獨立。後續受民族主義的影響與埃及阿拉伯革命等因素，阿拉伯統一成為一股新思想。這股新潮流促成了1958年阿拉伯聯合共和國等政治聯盟的成立。直到伊朗伊斯蘭革命後，象徵阿拉伯冷戰與阿拉伯民族主義的思想才有所緩和。直至今日，仍然有些人支持建立統一的阿拉伯世界。

## 提案

### 失敗的提案
阿拉伯聯邦 

 新月沃土聯盟

 阿拉伯合眾國

 阿拉伯聯合王國

 阿拉伯聯合共和國

 阿拉伯聯邦共和國

 阿拉伯共和國聯盟

 阿拉伯伊斯蘭共和國

### 成功的提案
阿拉伯聯合酋長國

 沙烏地阿拉伯

 也門

## 代表人物
著名代表人物包含：巴勒斯坦总统阿拉法特、利比亞兄弟領袖和革命導師卡扎菲、索马里总统西亚德、叙利亚总统哈菲兹与巴沙尔、西撒哈拉总统穆罕默德·阿卜杜勒-阿齐兹、也门总统萨利赫、伊拉克总统萨达姆、埃及总统纳赛尔、萨达特与穆巴拉克、毛里塔尼亚总统莫克塔尔与马维亚·乌尔德·西德·艾哈迈德·塔亚、突尼斯总统布尔吉巴与本·阿里、苏丹总统加法尔·尼迈里与巴希尔、阿尔及利亚总统胡阿里·布迈丁、沙德利·本·杰迪德与布特弗利卡。